# Acanthermia madrina
Acanthermia madrina là một loài bướm đêm trong họ Noctuidae.